# تاون كريك
تاون كريك (بالإنجليزية: Town Creek)‏ هي مدينة أمريكية تقع في ولاية ألاباما. تبلغ مساحة هذه المدينة 7 (كم²)، ويبلغ عدد سكانها 1216 نسمة حسب إحصاء سنة 2010 م. تشير الإحصاءات إلى أن الكثافة السكانية في هذه المدينة تقدر بـ(173.7) نسمة/كم2.

## التركيبة السكانية
حدّد مكتب تعداد الولايات المتحدة بيانات التركيبة السكانية لتاون كريك في تعداد الولايات المتحدة. في ما يلي، التركيبة السكانية حسب تعدادي 2000 و2010.

### تعداد عام 2000
بلغ عدد سكان تاون كريك 1,216 نسمة بحسب تعداد عام 2000، وبلغ عدد الأسر 514 أسرة وعدد العائلات 355 عائلة مقيمة في البلدة. في حين سجلت الكثافة السكانية 175 نسمة لكل كيلومتر مربع (453.2/ميل2). وبلغ عدد الوحدات السكنية 563 وحدة بمتوسط كثافة قدره 81 لكل كيلومتر مربع (209.8/ميل2).
وتوزع التركيب العرقي للبلدة بنسبة 60.86% من البيض و34.21% من الأمريكيين الأفارقة و1.89% من الأمريكيين الأصليين و0.16% من الأمريكيين ذوي الأصول الآسيوية و1.97% من الأعراق الأخرى و0.90% من عرقين مختلطين أو أكثر و3.62% من الهسبانيون أو اللاتينيون من أي عرق.
بلغ عدد الأسر 514 أسرة كانت نسبة 40.1% منها لديها أطفال تحت سن الثامنة عشر تعيش معهم، وبلغت نسبة الأزواج القاطنين مع بعضهم البعض 44.4% من أصل المجموع الكلي للأسر، ونسبة 21.4% من الأسر كان لديها معيلات من الإناث دون وجود شريك، بينما كانت نسبة 3.3% من الأسر لديها معيلون من الذكور دون وجود شريكة وكانت نسبة 30.9% من غير العائلات. تألفت نسبة 30.2% من أصل جميع الأسر من عدة أفراد يعيشون في نفس المنزل ونسبة 13.4% كانت تتألف من شخص يعيش بمفرده يبلغ من العمر 65 عاماً أو أكثر. وبلغ متوسط حجم الأسرة المعيشية 2.37، أما متوسط حجم العائلات فبلغ 2.93.
بلغ العمر الوسطي للسكان 34.0 عاماً. وكانت نسبة 28.5% من القاطنين تحت سن الثامنة عشر، وكانت نسبة 9.1% بين الثامنة عشر والرابعة والعشرين عاماً، ونسبة 27.1% كانت واقعةً في الفئة العمرية ما بين الخامسة والعشرين والرابعة والأربعين عاماً، ونسبة 21.2% كانت ما بين الخامسة والأربعين والرابعة والستين، ونسبة 14% كانت ضمن فئة الخامسة والستين عاماً فما فوق. يوجد لكل 100 أنثى 84.0 ذكر، ويوجد لكل 100 أنثى في الثامنة عشر من عمرها فما فوق 73.8 ذكر.
بلغ متوسط دخل الأسرة في البلدة 24,583 دولارًا، أما متوسط دخل العائلة فبلغ 29,018 دولارًا. وكان متوسط دخل الذكور 30,000 دولارًا مقابل 20,500 دولارًا للإناث. وسجل دخل الفرد الخاص بالبلدة 14,204 دولارًا. وكانت نسبة 20.1% من العائلات ونسبة 23.3% من السكان تحت خط الفقر، وكان من هؤلاء نسبة 33.4% تحت سن الثامنة عشر ونسبة 18.5% في الخامسة والستين من العمر وما فوق.

### تعداد عام 2010
بلغ عدد سكان تاون كريك 1,100 نسمة بحسب تعداد عام 2010، وبلغ عدد الأسر 449 أسرة وعدد العائلات 304 عائلة مقيمة في البلدة. في حين سجلت الكثافة السكانية 158.3 نسمة لكل كيلومتر مربع (410.0/ميل2). وبلغ عدد الوحدات السكنية 512 وحدة بمتوسط كثافة قدره 73.7 لكل كيلومتر مربع (190.9/ميل2).
وتوزع التركيب العرقي للبلدة بنسبة 52.36% من البيض و36% من الأمريكيين الأفارقة و2.09% من الأمريكيين الأصليين و0.09% من الأمريكيين ذوي الأصول الآسيوية و4.36% من الأعراق الأخرى و5.09% من عرقين مختلطين أو أكثر و6.55% من الهسبانيون أو اللاتينيون من أي عرق.
بلغ عدد الأسر 449 أسرة كانت نسبة 38.3% منها لديها أطفال تحت سن الثامنة عشر تعيش معهم، وبلغت نسبة الأزواج القاطنين مع بعضهم البعض 39.6% من أصل المجموع الكلي للأسر، ونسبة 23.2% من الأسر كان لديها معيلات من الإناث دون وجود شريك، بينما كانت نسبة 4.9% من الأسر لديها معيلون من الذكور دون وجود شريكة وكانت نسبة 32.3% من غير العائلات. تألفت نسبة 29.4% من أصل جميع الأسر من عدة أفراد يعيشون في نفس المنزل ونسبة 11.6% كانت تتألف من شخص يعيش بمفرده يبلغ من العمر 65 عاماً أو أكثر. وبلغ متوسط حجم الأسرة المعيشية 2.45، أما متوسط حجم العائلات فبلغ 3.02.
بلغ العمر الوسطي للسكان 37.1 عاماً. وكانت نسبة 27.6% من القاطنين تحت سن الثامنة عشر، وكانت نسبة 9.8% بين الثامنة عشر والرابعة والعشرين عاماً، ونسبة 22.8% كانت واقعةً في الفئة العمرية ما بين الخامسة والعشرين والرابعة والأربعين عاماً، ونسبة 26.5% كانت ما بين الخامسة والأربعين والرابعة والستين، ونسبة 13.2% كانت ضمن فئة الخامسة والستين عاماً فما فوق. وتوزع التركيب الجنسي للسكان بنسبة 45.7% ذكور و54.3% إناث.

## أعلام
- جون دوغلاس
- كيري غود
- كريس غود
- دون جونز